# Крамплє
Крамплє (словен. Kramplje) — поселення в общині Блоке, Регіон Нотрансько-крашка, Словенія. Висота над рівнем моря: 753,6 м.